# Aspitates forbesi
Aspitates forbesi är en fjärilsart som beskrevs av Munroe 1963. Aspitates forbesi ingår i släktet Aspitates och familjen mätare. Inga underarter finns listade i Catalogue of Life.